# Hafendetektiv
 Hafendetektiv è una serie televisiva tedesca di genere poliziesco creata da Felix Huby come spin-off  della serie televisiva Detektivbüro Roth  e prodotta nel 1986/1987 e nel 1991 dalla Active Film. Protagonista della serie è l'attore Klaus Löwitsch  ; altri interpreti principali sono Hellmut Lange, Horst A. Fechner  e Hildegard Kreekel.
La serie si compone di due stagioni per un totale di 24 episodi (13 per la prima stagione  e 11 per la seconda).
La serie è stata trasmessa dall'emittente televisiva ARD 1 (Das Erste). Il primo episodio, intitolato  Mein Name ist Stepanek, andò in onda in prima visione il 12 gennaio 1987; l'ultimo, intitolato Kemal, fu trasmesso in prima visione il 19 dicembre 2001.

## Descrizione
Il detective Albert Löffelhardt, ex-dipendendente dell'ufficio di investigazioni Roth, dopo essere stato per due anni in Africa per cercare il luogo di sepoltura del padre, morto in guerra, fa ritorno a Duisburg con falsi documenti e, facendosi chiamare Benno Stepanek, viene assunto come detective, il cui compito è di indagare su vari casi di crimine che si verificano nell'area del porto cittadino.

## Episodi
| Stagione         | Puntate | Prima TV Germania | Prima TV Italia |
| ---------------- | ------- | ----------------- | --------------- |
| Prima stagione   | 13      | 1987              | inedita         |
| Seconda stagione | 11      | 1991              | inedita         |